# Nate Reinking
Nathan « Nate » Reinking, né le 12 décembre 1973 à Upper Sandusky, dans l'Ohio, est un joueur puis entraîneur américain naturalisé anglais de basket-ball. Pendant sa carrière de joueur, il évolue au poste d'arrière.